# Мелита Бихали
Мелита Бихали (Живогошће, 4. април 1938 — Београд, 25. август 2023) била је српска филмска и позоришна глумица и редитељка у Малом позоришту „Душко Радовић".

## Биографија
Рођена је у породици Јукић у селу Живогошће, које је удаљено 18 километара од Макарске. Прве године живота провела је у Истри. Презиме Бихали је задржала од свог бившег мужа Ивана, који је био син књижевника, оснивача Нолита, Павла Бихалија.
Почела је да игра у Народном казалишту и у Луткарском казалишту у Задру.  Наступала као балерина.
Завршила је југословенску књижевност на Филозофском факултету, а 1962. године уписала је Академију за позориште, филм, радио и телевизију у Београду. Као ванредни студент глуме, била је у класи заједно са Љерком Драженовић, Зафиром Хаџимановим, Миром Пејић Арменулић, Душицом Жегарац, Драгом Чумићем и Недом Спасојевић и другима.
Преминула је у августу 2023. у Београду.

## Луткарство
Њена највећа професионална љубав, и то на први поглед, како је сама испричала, било је луткарство и луткарско позориште. Четрдесет година је радила у Малом позоришту „Душко Радовић” као глумица, глумица-аниматорка и редитељка. У почетку овог ангажмана, како би овладала марионетом, у сусрет су јој радо излазиле и стрпљиво, са пуно љубави помагале колеге: Јанко Врбњак, Милорад Гагић - Гаге, Вера Томов, Добрила Рилак, Љубомир Кољић, Мирослав Хлушичка и др.
О свом раду у матичном позоришту, Мелита Бихали је рекла следеће:
„Радили смо са великим редитељима. Предивне лекције глуме, љубави, живота, учили смо од сјајног професора Мирослава Беловића. Дивне забавне пробе приређивао нам је Луле Станковић. Лако и забавно смо радили са Цацом Алексић. Мучили се са Иваном Вујић. Сјајно радили са Миланом Караџићем, Соњом Лапатанов, Шиљом, Тршом... Не могу све ни да их набројим али много хвала Лидији Пилипенко, Драгану Јовићу, Влади Лазићу, Брани Крављанцу, Миленку Маричићу, нашој драгој Соји Јовановић, најдражој Марији Кулунџић и дивном пријатељу Мирославу Ујевићу. Успешно пропевали у сарадњи са врхунским композиторима: Зораном Христићем, Војканом Борисављевићем, Миодрагом Илићем-Белим, Срђаном Барићем, Бајагом, Сашом Локнером и многим другим. Гостовали смо по свету са „Разиграним срцем", марионетском представом Лулета Станковића и Бате Грбића. Добили смо многа признања. Марионете су у тој представи играле народне игре свих крајева бивше Југославије. Та представа је свуда наилазила на одушевљење и дивљење."

## Позоришне представе
| 1.  | Украдени месец 1968, Београд, Мало позориште 'Душко Радовић'                   |
| 2.  | Црнци и ескими 1969, Београд, Мало позориште 'Душко Радовић'                   |
| 3.  | Радознало слонче 1969, Београд, Мало позориште 'Душко Радовић'                 |
| 4.  | Лутке и ми 1969, Београд, Мало позориште 'Душко Радовић'                       |
| 5.  | Палчица 1969, Београд, Мало позориште 'Душко Радовић'                          |
| 6.  | Нова земља 1970, Београд, Мало позориште 'Душко Радовић'                       |
| 7.  | Градић Нећко 1970, Београд, Мало позориште 'Душко Радовић'                     |
| 8.  | Име: Гримасела 1970, Београд, Мало позориште 'Душко Радовић'                   |
| 9.  | Држ'те лопова 1971, Београд, Мало позориште 'Душко Радовић'                    |
| 10. | Лоптица скочица 1971, Београд, Мало позориште 'Душко Радовић'                  |
| 11. | Пинокио 1972, Београд, Мало позориште 'Душко Радовић'                          |
| 12. | Разиграно срце 1972, Београд, Мало позориште 'Душко Радовић'                   |
| 13. | Јуначка легенда 1973, Београд, Мало позориште 'Душко Радовић'                  |
| 14. | Бабарога 1973, Београд, Мало позориште 'Душко Радовић'                         |
| 15. | Мутиша и Квариша 1974, Ужице, Народно позориште                                |
| 16. | Ко зна боље, широко му поље 1974, Београд, Мало позориште 'Душко Радовић'      |
| 17. | Куцкава бајка 1974, Београд, Мало позориште 'Душко Радовић'                    |
| 18. | Симпатија и антипатија 1975, Београд, Мало позориште 'Душко Радовић'           |
| 19. | Весели воз 1975, Београд, Мало позориште 'Душко Радовић'                       |
| 20. | Мали јунак Петар 1976, Београд, Мало позориште 'Душко Радовић'                 |
| 21. | Судбина једног Чарлија 1976, Београд, Мало позориште 'Душко Радовић'           |
| 22. | Црвенкапа и збуњени вук 1977, Београд, Мало позориште 'Душко Радовић'          |
| 23. | Ловчева прича 1977, Београд, Мало позориште 'Душко Радовић'                    |
| 24. | Бајка о рибару и рибици 1978, Београд, Мало позориште 'Душко Радовић'          |
| 25. | Разбојници из Кардамона 1979, Београд, Мало позориште 'Душко Радовић'          |
| 26. | Гињолови доживљаји 1979, Београд, Мало позориште 'Душко Радовић'               |
| 27. | Коњић Грбоњић 1980, Београд, Мало позориште 'Душко Радовић'                    |
| 28. | Сан пијачне ноћи 1981, Београд, Мало позориште 'Душко Радовић'                 |
| 29. | Свемирски змај 1981, Београд, Мало позориште 'Душко Радовић'                   |
| 30. | Снежна бајка 1981, Београд, Мало позориште 'Душко Радовић'                     |
| 31. | Девојчица Јасмина 1982, Београд, Мало позориште 'Душко Радовић'                |
| 32. | Две бабе и три жабе 1982, Београд, Мало позориште 'Душко Радовић'              |
| 33. | Снежана и седам увозних патуљака 1983, Београд, Мало позориште 'Душко Радовић' |
| 34. | Алиса у земљи чуда 1983, Београд, Мало позориште 'Душко Радовић'               |
| 35. | Чудесни виноград 1985, Београд, Мало позориште 'Душко Радовић'                 |
| 36. | Јарац живодерац 1985, Београд, Мало позориште 'Душко Радовић'                  |
| 37. | Позориште Ка-Ри-Ко 1985, Београд, Мало позориште 'Душко Радовић'               |
| 38. | Мистерија ... Београд 1986, Београд, Мало позориште 'Душко Радовић'            |
| 39. | Учитељ плеса 1986, Београд, Мало позориште 'Душко Радовић'                     |
| 40. | Напет шоу 1986, Београд, Мало позориште 'Душко Радовић'                        |
| 41. | Лоптица скочица 1987, Београд, Мало позориште 'Душко Радовић'                  |
| 42. | Петао са репом дугиних боја 1987, Београд, Мало позориште 'Душко Радовић'      |
| 43. | Страдија 1987, Београд, Мало позориште 'Душко Радовић'                         |
| 44. | Лажи кажи кабаре 1988, Београд, Мало позориште 'Душко Радовић'                 |
| 45. | Студент и лутке 1988, Београд, Мало позориште 'Душко Радовић'                  |
| 46. | Добро јутро, капетане Пиплфокс 1988, Београд, Мало позориште 'Душко Радовић'   |
| 47. | Атентат 1989, Београд, Мало позориште 'Душко Радовић'                          |
| 48. | Пепељуга 1989, Београд, Мало позориште 'Душко Радовић'                         |
| 49. | Медвед с ружом 1990, Београд, Мало позориште 'Душко Радовић'                   |
| 50. | Сунцокрети и страшила 1990, Београд, Мало позориште 'Душко Радовић'            |
| 51. | Малограђанска свадба 1990, Београд, Мало позориште 'Душко Радовић'             |
| 52. | Кића у царству буба 1991, Београд, Мало позориште 'Душко Радовић'              |
| 53. | Како су постале ружне речи 1992, Београд, Мало позориште 'Душко Радовић'       |
| 54. | Укроћена принцеза 1994, Београд, Мало позориште 'Душко Радовић'                |
| 55. | Ми чекамо бебу 1996, Београд, Мало позориште 'Душко Радовић'                   |
| 56. | Зверчице 1998, Београд, Мало позориште 'Душко Радовић'                         |
| 57. | Рики Тики Тави 2001, Београд, Мало позориште 'Душко Радовић'                   |

## Улога писца и редитеља
- Мелита Бихали је написала је књигу: „Маре Николина или Ето, шта ти је живот!“ (2015) из обавезе и захвалности према својој покојној мајци.[2] Књига је писана у првом лицу, о стварном животу једне жене у бурним поратним годинама, у време колонизације Истре.[1]

- Лутка је до краја за Мелиту  Бихали била велика тајна. Како би проникла у тајну лутке почела је да се бави и режијом луткарских представа.[2][7] Режирала је дванаест представа за децу у: Скопљу, Подгорици, Београду, адаптирала комад Сент Егзиперија Мали принц и писала комаде за најмлађе.[1]
- Највише је волела марионете, јер су најкомпликованије, али и најкомплетније лутке. Бивајући свесна да оне, „те дивне лутке на концима" полако нестају, а са којима добар аниматор може да направи чудо, надала се да ће се можда опет појавити неки млади глумац или редитељ који се заљубио у марионете и који ће им помоћи да се врате.[2][7]

## Филмови, ТВ серије, ТВ драме, дечије серије
Уз велики ангажман у позоришту, Мелита Бихали је успела и да снима филмове, ТВ серије, ТВ драме, дечије серије. Играла је, углавном, епизодне улоге, у око седамдесет филмова, телевизијских драма и серија. Познатије улоге су у: Маратонци трче почасни круг (улога кућне помоћнице), Бубашинтер, Луда глава, као и у телевизијским серијама: Повратак отписаних, Врућ ветар, Бољи живот, Срећни људи и др.

## Улоге
| Год.       | Назив                                                 | Улога                           |
| ---------- | ----------------------------------------------------- | ------------------------------- |
| 1960-е     |                                                       |                                 |
| 1969.      | Рађање радног народа (серија)                         | Молеркина колегиница            |
| 1969.      | Музиканти (серија)                                    |                                 |
| 1969.      | Убиство на свиреп и подмукао начин и из ниских побуда | Црвенокоса                      |
| 1970-е     |                                                       |                                 |
| 1970.      | Гастронаути (кратки филм)                             |                                 |
| 1970.      | Љубав на сеоски начин (серија)                        | Продавачица                     |
| 1971.      | Леваци (серија)                                       | Милинковићева жена              |
| 1971.      | Бубашинтер                                            | Миланка Јелић                   |
| 1971.      | Дипломци (серија)                                     | Плавуша                         |
| 1971.      | Моја луда глава                                       | рецепционарка                   |
| 1972.      | Грађани села Луга (серија)                            |                                 |
| 1972.      | Розамунда (кратки филм)                               |                                 |
| 1972.      | Како (ТВ серија)                                      |                                 |
| 1973.      | Наше приредбе (ТВ серија)                             |                                 |
| 1974.      | Реквијем за тешкаша (ТВ)                              |                                 |
| 1974.      | Црна листа (ТВ)                                       | Секретарица                     |
| 1974.      | Брак, свеска друга (ТВ)                               |                                 |
| 1974.      | Отписани                                              | Фолксдојчерка                   |
| 1975.      | Награда године (ТВ)                                   |                                 |
| 1975.      | Крај недеље (ТВ)                                      | Катицина комшиница              |
| 1974—1975. | Отписани (серија)                                     | Фолксдојчерка                   |
| 1976.      | Аранђелов удес (ТВ)                                   |                                 |
| 1977.      | Пас који је волео возове                              |                                 |
| 1978.      | Повратак отписаних (ТВ серија) (серија)               | Бела                            |
| 1980-е     |                                                       |                                 |
| 1980.      | Позоришна веза                                        | Шанкерица                       |
| 1980.      | Врућ ветар (серија)                                   | Секретарица директора           |
| 1981.      | Краљевски воз                                         | Конобарица Лале                 |
| 1981.      | Шеста брзина                                          | Пуфтина муштерија               |
| 1982.      | Савамала                                              | Проститутка и глумица           |
| 1982.      | Маратонци трче почасни круг                           |                                 |
| 1982.      | Идемо даље                                            | Праља                           |
| 1982.      | Приче из радионице (серија)                           |                                 |
| 1983.      | Учитељ (ТВ серија)                                    | Праља                           |
| 1983.      | Увоз—извоз (ТВ)                                       | Конобарица                      |
| 1984.      | Камионџије опет возе                                  | Секретарева жена                |
| 1984.      | Др (ТВ)                                               | Чланица управе обданишта        |
| 1984.      | Шта је с тобом, Нина                                  | Чистачица                       |
| 1986.      | Неозбиљни Бранислав Нушић (ТВ)                        | Секретарица                     |
| 1986.      | Од злата јабука                                       | Дебела                          |
| 1987.      | Последње лето детињства (серија)                      |                                 |
| 1987.      | Сазвежђе белог дуда (серија)                          | Боса                            |
| 1987.      | Хајде да се волимо                                    | Ружа Мрак                       |
| 1988.      | Посебан осврт на срећу (кратак филм)                  | Комшиница                       |
| 1988.      | Тесна кожа 3                                          | Жена                            |
| 1989.      | Мистер Долар (ТВ)                                     | Госпођа о којој се много шапуће |
| 1989.      | Атоски вртови - преображење                           | Шанкерица                       |
| 1989.      | Хајде да се волимо 2                                  | Шефица кухиње                   |
| 1989.      | Недељом од девет до пет                               | Далматинка, Маријина познаница  |
| 1990-е     |                                                       |                                 |
| 1990.      | Цубок                                                 |                                 |
| 1991.      | Вера Хофманова (ТВ)                                   | Илијина сестра                  |
| 1992.      | У име закона (серија)                                 |                                 |
| 1993.      | Жикина женидба                                        | Немица                          |
| 1994.      | Кажи зашто ме остави                                  | Дечакова мајка                  |
| 1994.      | Срећни људи (серија)                                  | служавка Тереза                 |
| 1996.      | Дневник увреда 1993                                   | Госпођа из ресторана            |
| 1995—1996. | Срећни људи 2 (серија)                                | служавка Тереза                 |
| 1996.      | Лепа села лепо горе                                   | Халилова мајка                  |
| 1998.      | Враћање                                               | Рецепционерка                   |
| 1998.      | Буре барута                                           |                                 |
| 1998.      | Повратак лопова                                       | Штедиша у банци                 |
| 2000-е     |                                                       |                                 |
| 2001.      | Породично благо 2 (серија)                            | Радница у месари                |
| 2002.      | Брег чежње (ТВ)                                       |                                 |
| 2005.      | Леле, бато (ТВ)                                       | Пекарка Ленче                   |
| 2007.      | Клопка                                                | Шанкерица                       |
| 2007.      | Промени ме                                            | Бакица                          |
| 2010-е     |                                                       |                                 |
| 2011.      | Парада                                                | Службеница                      |
| 2018.      | Петак 13.                                             | Власница кафане                 |
| 2019.      | Није све као што изгледа                              | Јадранка                        |
| 2020-е     |                                                       |                                 |
| 2023.      | Жал                                                   |                                 |